# Lista över byggnadsminnen i Västmanlands län
Förteckning över byggnadsminnen i Västmanlands län.

## Flera kommuner
Genom Fagersta, Hallstahammars, Surahammars och Västerås kommuner löper (koordinaterna är ett medelvärde):
| Namn                                                                                            | Ursprunglig funktion           | Byggår    | Arkitekt | Plats              | Läge               | Anläggnings-ID | Bild                                                                      |
| ----------------------------------------------------------------------------------------------- | ------------------------------ | --------- | -------- | ------------------ | ------------------ | -------------- | ------------------------------------------------------------------------- |
| Strömsholms kanal (Semla 11:14 m.fl., Finntorpet 1:3 m.fl., Virsbo 2:316 m.fl., Horn 6:2 m.fl.) | Kanalanläggning (85 byggnader) | 1777-1795 |          | utefter Kolbäcksån | 59.68684, 16.15961 |                | Se fler bilder av denna byggnad · Ladda upp en till bild av denna byggnad |

## Arboga kommun
| Namn                                                                                            | Ursprunglig funktion                     | Byggår                               | Arkitekt | Plats    | Läge               | Anläggnings-ID | Bild                                    |
| ----------------------------------------------------------------------------------------------- | ---------------------------------------- | ------------------------------------ | -------- | -------- | ------------------ | -------------- | --------------------------------------- |
| Kungsgården 3 och 5 (Kungsgården 3 och 5)                                                       | Kungsgård (11 byggnader)                 | 1800-talet                           |          | Arboga   | 59.39342, 15.83998 |                | Ladda upp en till bild av denna byggnad |
| Crugska gården (Fältskären 2 och 3)                                                             | Borgargård, hantverkargård (5 byggnader) | 1793                                 |          | Arboga   | 59.39294, 15.84273 |                | Ladda upp en till bild av denna byggnad |
| Götlunda f.d. kyrkoherdebostad (Holmsätter 1:77)                                                | Boställe, prästgård (1 byggnad)          | 1600-talets slut                     |          | Götlunda | 59.35485, 15.66768 |                | Ladda upp en bild av denna byggnad      |
| Riksföreståndaren 5; f.d. stadsäga 1469, inkl. bl.a. Mannerstråhleska huset & Engelbrektsskolan | Bostadshus, borgargård (7 byggnader)     | 1400-1500-talet med senare ändringar |          | Arboga   | 59.39398, 15.83675 |                | Ladda upp en till bild av denna byggnad |

## Fagersta kommun
| Namn                                                                                 | Ursprunglig funktion                         | Byggår     | Arkitekt           | Plats      | Läge                | Anläggnings-ID | Bild                                                                      |
| ------------------------------------------------------------------------------------ | -------------------------------------------- | ---------- | ------------------ | ---------- | ------------------- | -------------- | ------------------------------------------------------------------------- |
| Engelsbergs bruk (Ängelsberg 1:21, 9:1; f.d. Ängelsberg 1:1, 2,1, Stabäck 1:5, 2:35) | Herrgård, bruksherrgård, bruk (30 byggnader) | 1680-talet |                    | Ängelsberg | 59.96996, 16.00980  |                | Se fler bilder av denna byggnad · Ladda upp en till bild av denna byggnad |
| Engelsbergs oljefabrik (Ängelsberg 1:20; f.d. Stabäck 2:2)                           | Industrianläggning (1 byggnad)               | 1860-talet |                    | Ängelsberg | 59.95730, 16.00280  |                | Se fler bilder av denna byggnad · Ladda upp en till bild av denna byggnad |
| Odensnäs (Skrivargården 1:35 och del av 1:36 och 1:37)                               | Bostadshus (4 byggnader)                     | 1893       | Isak Gustaf Clason | Ängelsberg | 59.94030, 16.02542  |                | Ladda upp en till bild av denna byggnad                                   |
| Västanfors gamla kraftstation (Västanfors 11:77 och del av 11:55)                    | Kraftverk (inga registrerade byggnader)      | 1900       |                    | Västanfors | 59.98647, 15.80931  |                | Se fler bilder av denna byggnad · Ladda upp en till bild av denna byggnad |
| Fagersta luftbevakningstorn (FAGERSTA 3:2)                                           | Försvarsväsende, Torn                        | 1944       | Cyrillus Johansson | Fagersta   | 60.009396, 15.80109 |                | Ladda upp en till bild av denna byggnad                                   |

## Hallstahammars kommun
| Namn                                                                      | Ursprunglig funktion                 | Byggår | Arkitekt | Plats      | Läge               | Anläggnings-ID | Bild                                                                      |
| ------------------------------------------------------------------------- | ------------------------------------ | ------ | -------- | ---------- | ------------------ | -------------- | ------------------------------------------------------------------------- |
| Strömsholms slott och ridskola (Strömsholm 8:52, 8:53 och 8:48; f.d. 8:1) | Slott, kungligt slott (46 byggnader) | 1681   |          | Strömsholm | 59.52268, 16.25549 |                | Se fler bilder av denna byggnad · Ladda upp en till bild av denna byggnad |

## Kungsörs kommun
Inga byggnadsminnen.

## Köpings kommun
| Namn                                                      | Ursprunglig funktion                     | Byggår              | Arkitekt     | Plats    | Läge               | Anläggnings-ID | Bild                                                                      |
| --------------------------------------------------------- | ---------------------------------------- | ------------------- | ------------ | -------- | ------------------ | -------------- | ------------------------------------------------------------------------- |
| Tingshuset (Embla 4)                                      | Tingshus (1 byggnad)                     | 1893                | Theodor Dahl | Köping   | 59.51188, 16.00078 |                | Ladda upp en till bild av denna byggnad                                   |
| Gamla apotekshuset (Disa 2)                               | Bostadshus, apotek, rådhus (2 byggnader) | 1889                | Theodor Dahl | Köping   | 59.51417, 15.99279 |                | Se fler bilder av denna byggnad · Ladda upp en till bild av denna byggnad |
| Köpings prostgård (Gylfe 1)                               | Boställe, prästgård (5 byggnader)        | 1608                |              | Köping   | 59.51107, 15.99779 |                | Ladda upp en till bild av denna byggnad                                   |
| Munktorps prostgård (Munktorps prästgård 1:72; f.d. 1:68) | Boställe, prästgård (4 byggnader)        | 1781                |              | Munktorp | 59.53772, 16.14088 |                | Se fler bilder av denna byggnad · Ladda upp en till bild av denna byggnad |
| Nyströmska gården (Hermod 1 och 2)                        | Verkstad (7 byggnader)                   | 1800-talet          |              | Köping   | 59.51031, 15.99890 |                | Ladda upp en till bild av denna byggnad                                   |
| Valsta säteri (Valsta 4:14)                               | Säteri (1 byggnad)                       | 1730 eller tidigare |              | Valsta   | 59.56892, 15.93285 |                | Ladda upp en till bild av denna byggnad                                   |

## Norbergs kommun
| Namn                                                                    | Ursprunglig funktion   | Byggår                | Arkitekt | Plats           | Läge               | Anläggnings-ID | Bild                                                                      |
| ----------------------------------------------------------------------- | ---------------------- | --------------------- | -------- | --------------- | ------------------ | -------------- | ------------------------------------------------------------------------- |
| Kilgruvans lave, Mossgruvans lave och maskinhus (Norbergsby 7:13, 7:60) | Gruva (3 byggnader)    | 1876, 1902, 1900-1929 |          | Norberg         | 60.08062, 15.94583 |                | Se fler bilder av denna byggnad · Ladda upp en till bild av denna byggnad |
| Polhemshjulet i Kärrgruvan (Kylsbo 3:16, Norbergsby 7:13 och 23:1)      | Gruva (2 byggnader)    | 1877 (togs i drift)   |          | Norberg         | 60.09233, 15.93120 |                | Se fler bilder av denna byggnad · Ladda upp en till bild av denna byggnad |
| Thorshammars verkstad (Hinsebo 1:7)                                     | Verkstad (5 byggnader) | 1887                  |          | Norbergs socken | 60.09002, 15.90160 |                | Ladda upp en till bild av denna byggnad                                   |

## Sala kommun
| Namn | Ursprunglig funktion                                                | Byggår          | Arkitekt | Plats     | Läge                 | Anläggnings-ID | Bild                                    |
| --- | ------------------------------------------------------------------- | --------------- | -------- | --------- | -------------------- | -------------- | --------------------------------------- |
| Fläckebo f.d. komministergård, sockenmagasin och kyrkstallar (Sala Fläckebo Prästgård 1:13 samt delar av 1:1)                                               | Boställe, prästgård, stall, kyrkstall, sockenmagasin (14 byggnader) | 1759            |          | Fläckebo  | 59.87493, 16.34538   |                | Ladda upp en till bild av denna byggnad |
| F.d. badhuset i Sala, Varmbadhuset (Täljstenen 1) | Badhus (inga registrerade byggnader)                                | 1928            |          | Sala      | 59.92295, 16.60971   |                | Ladda upp en till bild av denna byggnad |
| Videbo f.d. prästboställe (Sala prästgård 4:1, SALA PRÄSTGÅRD 4:1; f.d. Videbo 2:1)                                                                         | Boställe, prästgård (1 byggnad)                                     | 1788            |          | Sala      | 59.94375, 16.61828   |                | Ladda upp en till bild av denna byggnad |
| Norrmanska gården (Garvaren 1) | Borgargård, hantverkargård (5 byggnader)                            | 1700-talet      |          | Sala      | 59.91903, 16.60803   |                | Ladda upp en till bild av denna byggnad |
| Sala silvergruva (Sala Kristina 4:15, Sala silvergruvan 1:1, 1:8, 1:36, 1:37, 1:39, 1:40, 1:116, 1:118, 1:120, 1:121, 1:337, 1:846 Sala silvergruvan 1:374) | Gruva                                                               | 1600-1900-talet |          | Sala      | koordinater saknas   |                | Ladda upp en till bild av denna byggnad |
| Minnesbyggnaden på Braheholmen (Axholm 1:4) | Monument                                                            | 1808            |          | Fläcksjön | 59.868219, 16.308002 |                | Ladda upp en till bild av denna byggnad |

## Skinnskattebergs kommun
| Namn | Ursprunglig funktion                                                  | Byggår            | Arkitekt | Plats           | Läge                 | Anläggnings-ID | Bild                                    |
| --- | --------------------------------------------------------------------- | ----------------- | -------- | --------------- | -------------------- | -------------- | --------------------------------------- |
| Ebba Brahes lusthus (Bockhammar 2:34)                                                                              | Herrgård, bruksherrgård (1 byggnad)                                   | 1636 (troligtvis) |          | Bockhammar      | 59.85754, 15.82214   |                | Ladda upp en till bild av denna byggnad |
| Gisslarbo IOGT-lokal, Loge nr 895 Malma Spira (Nibbarsbo 1:7)                                                      | Nykterhetsloge (1 byggnad)                                            | 1898              |          | Hed             | 59.64233, 15.82042   |                | Ladda upp en till bild av denna byggnad |
| Karmansbo bruk, Karmansbo 1:4 – del av, Karmansbo 1:56 och Täkten 1:47 (1+2), Heds socken, Skinnskattebergs kommun | Hammarsmedja, valsverk, kraftverk, flera byggnader och dammanläggning | 1800-talet        |          | Karmansbo       | 59.69370, 15.74954   |                | Ladda upp en till bild av denna byggnad |
| Skinnskattebergs herrgård (Skinnskattebergs-Eriksbo 1:12)                                                          | Herrgård, bruksherrgård (8 byggnader)                                 | 1790              |          | Skinnskatteberg | 59.82880, 15.68048   |                | Ladda upp en till bild av denna byggnad |
| Skinnskattebergs station (Prästgården 1:152; f.d. Prästgården 1:5)                                                 | Järnvägsstation (2 byggnader)                                         | 1900              |          | Skinnskatteberg | 59.83263, 15.69249   |                | Ladda upp en till bild av denna byggnad |
| Mausoleet vid Färna herrgård (Färna 2:62)                                                                          | Begravningsplats                                                      | 1905              |          | Färna           | 59.778727, 15.862445 |                | Ladda upp en till bild av denna byggnad |

## Surahammars kommun
Inga byggnadsminnen.

## Västerås kommun
| Namn | Ursprunglig funktion                                                  | Byggår                    | Arkitekt | Plats      | Läge               | Anläggnings-ID | Bild                                    |
| --- | --------------------------------------------------------------------- | ------------------------- | -------- | ---------- | ------------------ | -------------- | --------------------------------------- |
| Biskopsgården | Biskopsgård (3 byggnader)                                             | 1700-talet eller tidigare |          | Västerås   | 59.61220, 16.53979 |                | Ladda upp en till bild av denna byggnad |
| Västerås domkapitelhus (Konsistoriehuset), Lektorsgården och Domkapitalets annex (Läroverkets bibliotekshus) (Domkyrkan 1) | Domkapitel, bibliotek, ämbets- och tjänstemannaboställe (2 byggnader) | 1631                      |          | Västerås   | 59.61268, 16.54010 |                | Ladda upp en till bild av denna byggnad |
| Frövi översteboställe (Frövi 4:2)                                                                                          | Boställe,Officersboställe (6 byggnader)                               | 1814                      |          | Skultuna   | 59.71162, 16.47909 |                | Ladda upp en till bild av denna byggnad |
| Fullerö säteri (Fullerö 1:1, 4:1 m.fl.)                                                                                    | Säteri (14 byggnader)                                                 | 1656                      |          | Barkarö    | 59.54758, 16.54649 |                | Ladda upp en till bild av denna byggnad |
| Hallsta by (Hallsta 1:2; f.d. 1:1, 3:1), Romfartuna                                                                        | Bysamfällighet (1 byggnad)                                            | 1746                      |          | Romfartuna | 59.76815, 16.55743 |                | Ladda upp en till bild av denna byggnad |
| Hedensbergs gård (Hedensberg 7:5)                                                                                          | Herrgård (3 byggnader)                                                | 1750                      |          | Tillberga  | 59.71153, 16.65966 |                | Ladda upp en till bild av denna byggnad |
| IOGT-huset och korsvirkesbyggnaden, Sundinska huset (Lovisa 2-4)                                                           | Borgargård (3 byggnader)                                              | 1845                      |          | Västerås   | 59.60948, 16.54287 |                | Ladda upp en till bild av denna byggnad |
| Komministergården, Proban, Sotarens tvättstuga (Proban 7; f.d. Jesper 1-3, stg 4224)                                       | Boställe,Prästgård (7 byggnader)                                      | 1700-talet                |          | Västerås   | 59.61204, 16.54202 |                | Ladda upp en till bild av denna byggnad |
| Lospånga brygg- och mälthus (Lospånga 1:2)                                                                                 | Bondgård (1 byggnad)                                                  | 1836                      |          | Lospånga   | 59.55157, 16.40441 |                | Ladda upp en till bild av denna byggnad |
| Nordanby herrgård (Kycklingen 42)                                                                                          | Herrgård (4 byggnader)                                                | 1810-talet                |          | Västerås   | 59.63349, 16.55759 |                | Ladda upp en till bild av denna byggnad |
| Parstugan på f.d. Skepplinge 2 (Sörspånga 1:1; f.d. Skepplinge 2, 1:5)                                                     | Bondgård (1 byggnad)                                                  | 1792                      |          | Haraker    | 59.77367, 16.43999 |                | Ladda upp en bild av denna byggnad      |
| Repslagargården i Västerås (Katarina 1)                                                                                    | Borgargård,Handelsgård (3 byggnader)                                  | 1800-talet                |          | Västerås   | 59.61009, 16.54131 |                | Ladda upp en till bild av denna byggnad |
| Televerkets hus, Västerås (Jarl 1)                                                                                         | Telegrafstation och televerk (1 byggnad)                              | 1911                      |          | Västerås   | 59.61153, 16.54078 |                | Ladda upp en till bild av denna byggnad |
| Tidö slott (Tidö 1:347; f.d. Tidö 1:4 och 2:1)                                                                             | Herrgård (1 byggnad)                                                  | 1645                      |          | Rytterne   | 59.50560, 16.47824 |                | Ladda upp en till bild av denna byggnad |
| Västerås domprostgård (Jarl 2)                                                                                             | Boställe, prästgård (2 byggnader)                                     | 1730-talet                |          | Västerås   | 59.61115, 16.54117 |                | Ladda upp en till bild av denna byggnad |
| Västerås slott (Olympia 3)                                                                                                 | Riksfäste, residens (4 byggnader)                                     | 1200-talets mitt          |          | Västerås   | 59.60663, 16.54434 |                | Ladda upp en till bild av denna byggnad |
| Västerås stadshotell (Proban 12; f.d. Jesper 8)                                                                            | Hotell,Stadshotell (1 byggnad)                                        | 1907                      |          | Västerås   | 59.61150, 16.54238 |                | Ladda upp en till bild av denna byggnad |
| Västerås ångkraftverk, maskinhall m.m. (Västerås 1:183 och 1:231)                                                          | Kraftverk (19 byggnader)                                              | 1917                      |          | Västerås   | 59.60759, 16.56784 |                | Ladda upp en till bild av denna byggnad |
| Ängsö f.d. prästgård (Ängsö prästgård 1:2; f.d. Ängsö prästgård 1:1)                                                       | Boställe,Prästgård (3 byggnader)                                      | 1600-talets första hälft  |          | Ängsö      | 59.53775, 16.84350 |                | Ladda upp en bild av denna byggnad      |
| Ängsö slott (Ängsö gård 2:1)                                                                                               | Herrgård (4 byggnader)                                                | 1630-talet                |          | Ängsö      | 59.53243, 16.85702 |                | Ladda upp en till bild av denna byggnad |